# Міхляєв Степан Андрійович
Степан Андрійович Міхляєв (10 грудня 1919 — 28 березня 2001) — командир дивізіону 917-го артилерійського полку 350-ї стрілецької дивізії 13-ї армії 1-го Українського фронту, майор, Герой Радянського Союзу.

## Біографія
Міхляєв Степан Андрійович народився 10 грудня 1919 року в селі Дуван нині Дуванського району Башкортостану в селянській родині.
Росіянин. Член ВКП(б)/КПРС з 1942 року. Закінчив Месягутовське педагогічне училище (в тому ж районі).
В Червону армію призваний у 1939 році Альшеєвським райвійськкоматом Башкирської АРСР. Закінчив курси молодших лейтенантів.
На фронті з грудня 1941 року. Майор Степан Міхляєв відзначився в бою при форсуванні річок Західний Буг, Сян, Вісла і в боях за плацдарм, який отримав назву «Сандомирський».
Після війни майор С.А. Міхляєв — в запасі. Повернувся в рідне село. У 1948 році закінчив географічний факультет Уфимського педагогічного інституту, працював директором Дуванської середньої школи.
Помер 28 березня 2001 року.

## Подвиг
«Командир дивізіону 917-го артилерійського полку (350-та стрілецька дивізія, 13-та армія, 1-й Український фронт) майор Степан Міхляєв у ході переслідування ворога 18-24 липня 1944 року форсував річки Західний Буг (західний Буг) та Сян і прорвався до східного берега річки Вісли на південь від польського міста Сандомир. Вогнем гармат свого дивізіону С.А. Міхляєв забезпечив захоплення стрілецькими підрозділами переправних засобів противника, і з невеликою групою розвідників на поромі 29 липня 1944 року переправив дві батареї на лівий берег річки Вісли в районі містечка Лонжак, що в 20 кілометрах на південний захід від міста Сандомир.
У боях на Сандомирському плацдармі відважний командир дивізіону відбив вісім контратак противника».
Указом Президії Верховної Ради СРСР від 23 вересня 1944 року за зразкове виконання бойових завдань командування і проявлені при цьому геройство і мужність майору Міхляєву Степану Андрійовичу присвоєно звання Героя Радянського Союзу з врученням ордена Леніна і медалі «Золота Зірка» (№ 4597).

## Нагороди
- Медаль «Золота Зірка» Героя Радянського Союзу (23.09.1944).
- Орден Леніна (23.09.1944).
- Орден Червоного Прапора (19.10.1943).
- Орден Червоного Прапора (03.06.1945).
- Орден Олександра Невського (31.03.1945).
- Орден Вітчизняної війни 1-го ступеня (06.04.1985).
- Орден Вітчизняної війни 2-го ступеня (17.01.1944).
- Орден Червоної Зірки (16.02.1943).
- Медаль «За відвагу» (13.09.1943).
- Медаль «За бойові заслуги» (28.08.1942).
- Інші медалі.
- Заслужений вчитель школи РРФСР.